# Haydée Santamaría
Haydée Santamaría Cuadrado (Villa Clara, 30 de diciembre de 1922-La Habana, 28 de julio de 1980), conocida por su apodo “Yeyé”, fue una guerrillera y política cubana. El 26 de julio de 1953, participó en el asalto al Cuartel Moncada, acción por la cual fue encarcelada junto a Melba Hernández. Tras su liberación, fundó el Movimiento 26 de Julio, del que integró su dirección nacional. Apoyó al destacamento guerrillero que en la Sierra Maestra dirigía Fidel Castro, quien le encomendó que obtuviera fondos, armas y aglutinara a los revolucionarios en el exterior. Regresó a Cuba al triunfar la Revolución y fundó el Partido Unido de la Revolución Socialista de Cuba y, luego, el Partido Comunista de Cuba. Trabajó en el Ministerio de Educación. Luego, fundó y dirigió la Casa de las Américas de 1959 hasta su suicidio, en 1980. Desde allí, influyó en la política cultural del país.[cita requerida]

## Biografía
Nació en el central azucarero “Constancia” hoy “Abel Santamaría”, ubicado en Encrucijada, Las Villas. Sus padres españoles habían llegado a la Isla de pequeños; tuvieron hijos: dos varones y tres mujeres, Haydée era la mayor. Asistió a una escuela rural y tras los estudios primarios se trasladó a La Habana, donde ingresó a la Escuela de Enfermeras, aunque no terminó su formación.
En la capital comenzó a militar en las juventudes del Partido Ortodoxo e inició su acción contra la dictadura de Fulgencio Batista. Durante estos años su apartamento, que compartía con su hermano Abel Santamaría, sería uno de los puntos de encuentro de la juventud radical en La Habana. Tras el golpe de Estado del 10 de marzo de 1952, junto a su hermano Abel Santamaría y otros revolucionarios editaron los periódicos clandestinos Son los Mismos y El Acusador, con los que realizaron una intensa labor de agitación. Después de conocer a Fidel Castro, su apartamento se convirtió en centro del naciente movimiento revolucionario Generación del Centenario.

El 26 de julio de 1953, participó en el asalto al cuartel Moncada dirigido por Fidel Castro y otros miembros de las juventudes ortodoxas. Santamaría fue la encargada de trasladar las armas a Santiago de Cuba para el ataque; su misión consistiría en tomar el Hospital Saturnino Lora para atender a los heridos. Al fracasar la acción, Haydée fue detenida. Su hermano Abel y su compañero sentimental Boris Luis Santa Coloma fueron apresados y fusilados. En su alegato La historia me absolverá, Castro recuerda el gesto de Santamaría: 
«Nunca fue puesto en un lugar tan alto de heroísmo y dignidad el nombre de la mujer cubana». 

### Presidio
Junto a Melba Hernández fue conducida desde el aeropuerto de Columbia hasta el Reclusorio Nacional para Mujeres de Guanajay. Fue destinada al Bloque A, donde se encontraban las reclusas de mejor conducta, según había dispuesto el tribunal que la consideró presa política y la condenó a siete meses de prisión. En un pequeño almacén de la planta baja, junto a la cocina se le habilitó la celda que compartiría con Melba Hernández. En la celda improvisada se les acondicionaron cuatro espacios: uno para dormitorio, uno para cocina, otro para comedor y un último donde se instaló el baño.
Durante el encierro fue autorizada en algunas ocasiones a recibir personas amigas y se le permitió tener todos los libros que deseó, pero se le mantuvo todo el tiempo incomunicada, con la sola compañía de Melba Hernández, y sólo podía tomar el sol en el patio los días que la visitaban sus familiares. Fue tratada de forma humana y cortés durante el tiempo que pasó en el Reclusorio Nacional para Mujeres de Guanajay.
Salieron en libertad el 20 de febrero de 1954. A Santamaría la esperaron en las afueras del reclusorio, para conducirla a La Habana, sus padres y su hermano Aldo, Juan Manuel Martínez Tinguao, Luis Conte Agüero, los padres de Melba Hernández y los revolucionarios de Guanajay, Ángel Eros, Pedro Esperón y Evelio Prieto, quienes formarían parte del comando que asaltó el Palacio Presidencial el 13 de marzo de 1957. El primer acto que hicieron tanto Haydée como Melba fue llevar una ofrenda floral a la tumba del líder ortodoxo Eduardo Chibás.

### Reorganización del Movimiento
Casi después del excarcelamiento participó en la impresión y distribución del manifiesto A Cuba que sufre, en el cual Fidel y sus compañeros de presidio patentizaban su decisión irrevocable de continuar la lucha contra el régimen de Batista. Fue también Haydée, junto con Lidia Castro y Melba Hernández, quien recopiló y organizó las notas que Fidel iba logrando sacar de la prisión, escritas con zumo de limón y en la cual reconstruía su alegato en el juicio del Moncada, que luego sería conocido como La historia me absolverá.
En carta del 18 de junio de 1954, Fidel encomendó a Santamaría y Hernández que hicieran el mayor esfuerzo y concentraran los recursos en la impresión de La Historia me absolverá. Paso a paso lograron acumular centenares de pesos para poder editar el manuscrito. En esta tarea se apoyaron en el contador José Valmaña Mujica, quien se encargó de organizar todo el trabajo clandestino de la impresión. El 26 de julio de 1954 ,junto con Melba encabezó una manifestación que fue agredida por las fuerzas policiacas de la dictadura en el cementerio de Colón. En 1955 participó en la fundación del Movimiento 26 de Julio.
Desde la clandestinidad, desempeñó un papel decisivo en la reagrupación de las fuerzas revolucionarias para la lucha armada. Al año siguiente, fue una de las organizadoras de la insurrección del 30 de noviembre de 1956 en Santiago de Cuba, que tenía como objetivo el apoyar a los guerrilleros que en esas fechas debían invadir Cuba a bordo del Granma. En torno a 1956 se casa con Armando Hart, un joven que también vivía en la clandestinidad. Parte también a la Sierra Maestra, donde conoció al que sería su amigo Ernesto Guevara.

### Revolución cubana
En los momentos más difíciles de la guerrilla dirigida por Fidel Castro, en febrero de 1957 marchó al encuentro de esta en compañía de Frank País, Faustino Pérez y otros miembros de la Dirección Nacional del Movimiento 26 de Julio para coordinar el apoyo desde el llano y guiar al periodista del The New York Times, Herbert Matthews, a la presencia de Fidel. La publicación de la entrevista que el periodista hiciera al líder de la guerrilla, echaría por tierra la propaganda batistiana basada en la supuesta muerte de Fidel. A finales de abril volvería a subir a la Sierra acompañando al periodista estadounidense Bob Taber, quien deseaba entrevistar a Fidel.
Con el inicio de la lucha guerrillera, Haydée tomó parte en las acciones del Movimiento 26 de Julio tanto en las ciudades como en la Sierra Maestra, donde se creó el pelotón Mariana Grajales del Ejército Rebelde en 1958, el cual estaba compuesto solo por mujeres. De allí partiría al exilio, designada por Fidel como delegada del Movimiento 26 de Julio para aglutinar las fuerzas en el exterior y obtener armas.

### Gobierno de Fidel Castro
Una vez huido Batista y tras el triunfo de la Revolución Cubana, Haydée trabajó durante un corto tiempo en el Ministerio de Educación. Fidel le confía entonces la misión de fundar en 1959 una institución cultural que sería emblema entre los intelectuales y críticos de todo el orbe: la Casa de las Américas, organismo a través del cual recibirá a alguno de los más prestigiosos intelectuales del momento.
Allí recibiría a los intelectuales más importantes del mundo que visitaban a Cuba. Haydée fue creadora y patrocinadora del Movimiento de la Nueva Trova, con el que logró difundir la obra artística de jóvenes talentos musicales, como Silvio Rodríguez y Noel Nicola, entre otros, que portaban una nueva sonoridad alejada de las formas habituales en Cuba.
En 1965 estaría entre los fundadores del nuevo Partido Comunista de Cuba y sería electa miembro de su Comité Central. Integró la presidencia de la Organización Latinoamericana de Solidaridad (OLAS), que se reuniría en La Habana, en 1967, para coordinar la lucha insurreccional en todo el continente.
Pocos meses después que muriera su compañera Celia Sánchez,Haydée se suicidó en La Habana el 28 de julio de 1980. Al momento integraba el Comité Central del Partido Comunista de Cuba, era miembro del Consejo de Estado y directora de la Casa de las Américas.

## Vida personal
La depresión corrió en su familia y la afectó hasta el final de su vida. Pasaba días en cama. En 1956 se casó con Armando Hart, compañero de revolución, con quien tuvo dos hijosː la escritora cubana Celia Hart y su hermano Abel Hart, que fallecieron cuando el auto en que viajaban chocó con un árbol en el barrio habanero de Miramar, en 2008. Acogieron a muchos niños y administraron su tipo de orfanato. Después de dos décadas de matrimonio, Armando y Haydée terminaron separados.

Haydée se suicidó a la edad de 56 años en el hogar que ella y sus hijos compartían el 28 de julio de 1980, dos días después del 27° aniversario del ataque al cuartel Moncada. El hecho de su suicidio fue problemático dentro de Cuba y, algunos han especulado, la razón por la cual no fue llorada en la Plaza de la Revolución, sino que recibió el entierro de un ciudadano común en La Habana, Cuba. La muerte de Haydée Santamaría se produjo seis meses después de la muerte de su amiga Celia Sánchez de cáncer de pulmón, y varios meses después de un accidente automovilístico la dejó con dolor crónico. Los acontecimientos de la Revolución cubana le dejaron una marca indeleble, causando que ella perdiera a muchas personas a las que ella era cercana, y contribuyó a la depresión de por vida de la que ella sufrió. En una carta publicada por Casa de las Américas en 1968, escribió al Che Guevara después de su muerte:
"Hace catorce años vi morir a los seres humanos más intensamente amados, creo que ya he vivido demasiado. El sol no es tan hermoso, no siento placer al ver las palmeras. A veces, como ahora, a pesar de disfrutar tanto la vida, sabiendo que vale la pena abrir los ojos todas las mañanas si solo por esas dos cosas, tengo el deseo de mantenerlos cerrados, como tú".

## Suicidio
Se suicidó dos días después del aniversario del asalto al Cuartel Moncada. Eran tiempos difíciles para el país, a raíz de la Crisis de la embajada peruana en La Habana de 1980 y el Éxodo del Mariel. Dejó una carta a Fidel Castro, con el que había discutido días antes.
La versión oficial dice que murió en la casa que compartía con sus hijos, a consecuencia de un disparo en la cabeza realizado con una pistola. A pesar de su condición de veterana de la revolución, sus restos no fueron velados con honores oficiales, en consonancia con el código de honor político del gobierno cubano, que condena los suicidios de sus dirigentes.